# Józef Szczepan Kowalewski
Pour les articles homonymes, voir Kowalewski.
Józef Szczepan Kowalewski, également appelé en russe Ossip Mikhaïlovitch Kovalevsky (cyrillique : Осип Михайлович Ковалевский) parfois retranscrit en J. É. Kowalewski, né le 9 janvier 1801 à Brzostowica Wielka (pl) village polonais annexé à l'Empire russe depuis 1795, et mort le 7 novembre 1878 à Varsovie, est un mongoliste et linguiste polonais, notamment auteur d'un dictionnaire français-russe-mongol, publié en 1844.

## Biographie
Il est l'un des fondateurs des Philomathes (1817 — 1823).
En 1824, condamné pour ses activités indépendantistes polonaises et anti-russes, il est exilé à Kazan dans l'actuelle Russie.
Il étudie à l'Université de Kazan la Mongolie, le mongol et le bouddhisme tibétain.
En 1833, il fonde le Département des études mongoles de l'Université de Kazan, le premier d'Europe.
En 1844, il publie son Dictionnaire mongol-russe-français.
En 1862, les autorités lui permettent de retourner en Pologne, toujours dans l'Empire Russe. Il s'abstient de participer à l'Insurrection polonaise de 1861-1864 et se résigne à la russification de l'éducation : il deviendra le doyen de la faculté des lettres de Szkoła Główna Warszawska (pl) de langue polonaise puis après 1869 de l'Université impériale de Varsovie de langue russe.

## Œuvre
- Joseph Étienne Kowalewski, Dictionnaire mongol-russe-français (édition française), 1844 (lire en ligne)